# Bassus pini
Bassus pini är en stekelart som beskrevs av Muesebeck 1940. Bassus pini ingår i släktet Bassus och familjen bracksteklar. Inga underarter finns listade.